# Yamamoto Gonnohyōe
En aquest nom japonès, el cognom és Yamamoto.
Yamamoto Gonnohyōe (山本権兵衛, Kagoshima, 26 de novembre de 1852-Tòquio, 8 de desembre de 1933), també anomenat Yamamoto Gonbee, va ser un oficial de marina i polític japonès, primer ministre del Japó de 1913 a 1914 i de 1923 a 1924.

## Biografia

### Joventut
Nascut a Kagoshima, capital del domini de Satsuma, en una família de classe samurai, durant la seva joventut va lluitar la Guerra Boshin (1868-1869) contra les forces del Bakufu Tokugawa. Més tard va fer carrera militar a la marina, graduat de l'Acadèmia Naval del Japó el 1874. Entre 1877 i 1878 va entrenar-se a bord de vaixells de l'armada alemanya que van navegar per Europa i Amèrica del Sud, on va guanyar molta experiència i va ajudar a produir un nou manuel d'artilleria estàndard.

### Carrera militar
Els contactes polítics van afavorir el seu ràpid ascens a la Marina Imperial. Durant la Primera Guerra Sinojaponesa (1894-1895) va servir com a personal ajudant d'oficial al quarter general a Shimonoseki. El 1898 va ser nomenat ministre de Marina del Govern japonès amb el rang de vicealmirall, fent de la marina una eina política, com ho havia estat anteriorment per al clan Satsuma. Ascendit a almirall el 1904, es va convertir en el membre del Govern de grau militar més alt. Va ser un dels majors oponents dels membres del clan Chōshū, encapçalats per Yamagata Aritomo, amb el qual va xocar ben sovint en els assumptes de defensa, mentre Yamagata volia reforçar la defensa continental contra l'expansionisme rus, Yamamoto apostava per enfortir la defensa marítima i l'augment de l'armada, atès el caràcter d'arxipèlag del país. Fins i tot estava disposat a renunciar a les colònies del continent per afavorir el creixement de l'armada, però Yamagata considerava indispensables aquests territoris per a la defensa nacional i per lluitar contra l'imperialisme occidental.

### Primer Ministre
El 1913 el descontentament popular amb el caràcter oligàrquic de la política japonesa va provocar la caiguda del Govern del general Katsura Tarō. No obstant això, les elits no va permetre la formació d'un nou govern en mans de Hara Takashi, el líder del Seiyūkai, el partit polític dominant, i van designar Yamamoto com a candidat de compromís, el qual va formar govern amb els membres del Seiyūkai per assegurar-se el suport del partit i només va disposar lliurement de quatre càrrecs per nomenar. Durant el seu mandat, s'aprovà una llei per augmentar la influència dels partits polítics i es va reformar el sistema de nomenament de funcionaris; també va començar a involucrar el país en els assumptes de la Xina, demanant i rebent els drets sobre el nou ferrocarril a Manxúria.
L'any següent es va veure obligat a dimitir, en descobrir-se que oficials de marina havien rebut suborns a canvi d'atorgar contractes d'armament naval a la firma alemanya Siemens i a la britànica Vickers, tot i que ell no va estar implicat directament, era el responsable últim de l'armada i, per tant, responsable d'aquest afer. Encara tornaria a ser primer ministre el 1923, assumint el càrrec després del gran terratrèmol de Kanto, a causa del qual van morir més de 100.000 persones. A causa de l'anarquia regnant i la destrucció resultants del desastre, va intentar restablir la llei i l'ordre i continuar el seu mandat. Tanmateix, quatre mesos després va dimitir després d'un intent d'assassinat del príncep regent, el futur emperador Hirohito, assumint-ne tota la responsabilitat.

### Mort
Yamomoto va morir el 8 de desembre de 1933, a Tòquio. No va assolir mai l'estatus de genrō, títol de l'elit política d'aquest període com a estadista de més edat, tot i que la seva influència va ser igualment important.